# Stroms Hellier
Stroms Hellier ( Stroms Heelor ) est une crique rocheuse aux versants escarpés située au large de la crique Swartz Geo, à Fair Isle, dans les îles Shetland écossaises,. 
Le 27 septembre 1588, un des navires de l'Armada espagnole, El Gran Grifón, sombre dans la nuit, et une grande partie de l'équipage du navire grimpant sur ses mâts alors qu'il coule atteint le rivage. Selon un récit, bien que les Espagnols aient été officiellement désignés comme ennemis de tous les sujets de la reine Élisabeth Ire, les insulaires les accueillirent et les Espagnols se comportèrent bien et restèrent pendant deux mois. Selon un autre, l’arrivée de tant d’Espagnols a presque doublé la population de l’île, qui vivait déjà au minimum vital, et bien que les Espagnols aient payé le prix de leur séjour, la concurrence avec les familles locales pour les ressources s’est raréfiée avec le temps. Les soldats, affaiblis par le manque de nourriture et d'eau, ont peut-être même été assassinés par les locaux. 
En 1970, Colin Martin et Sydney Wignall ont mené une enquête archéologique dans la baie. 